# Arsène Matton

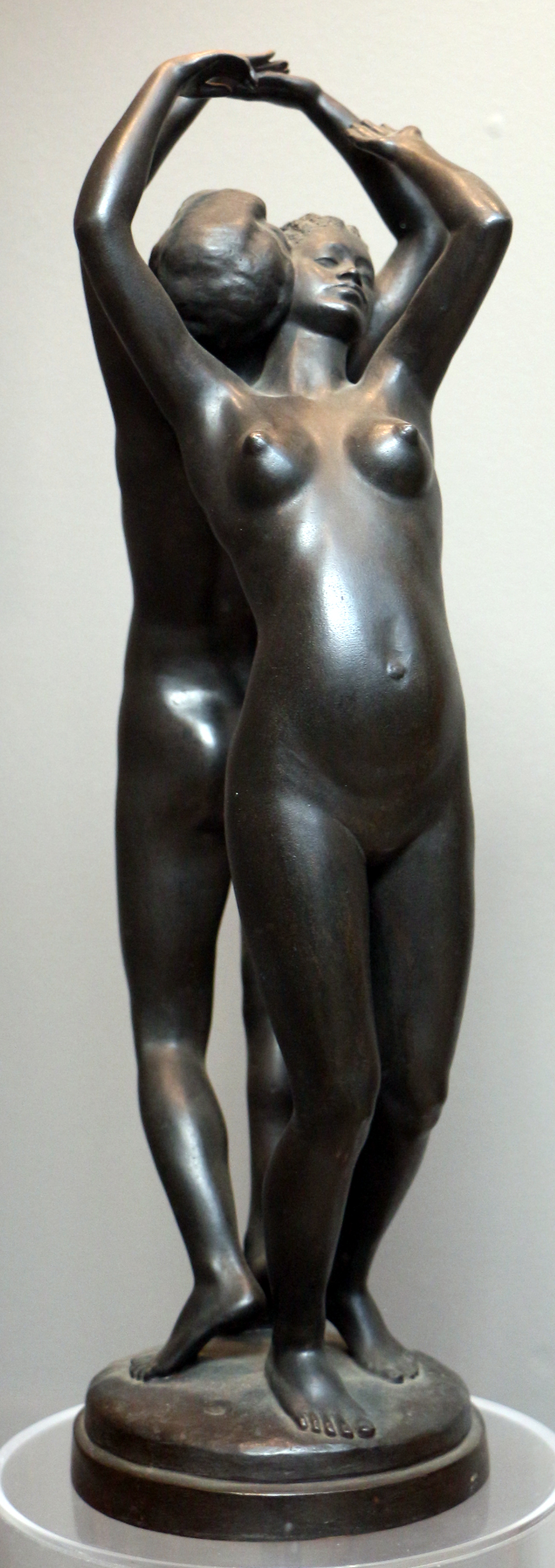
le due veneri

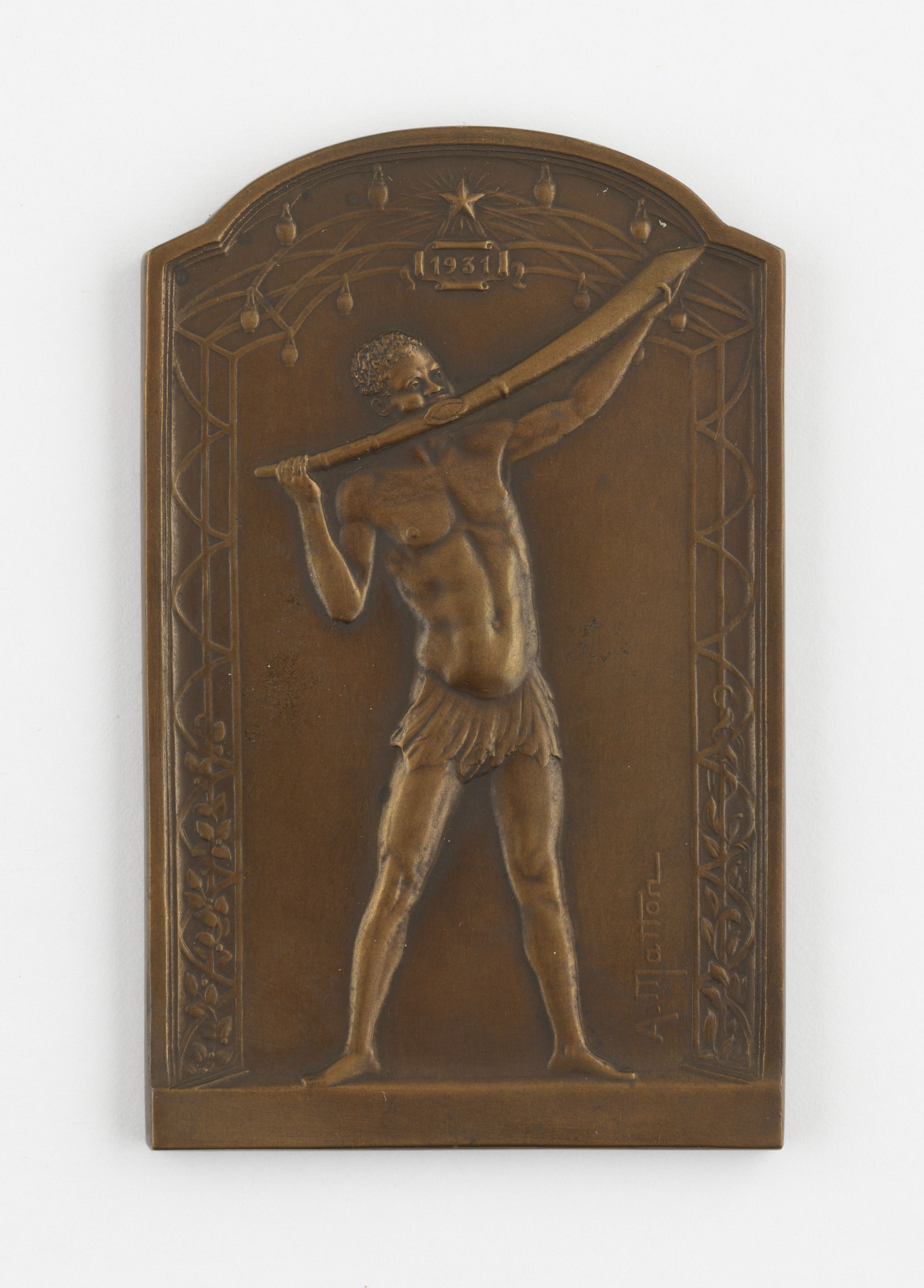
Un Congolais souffle dans une trompe

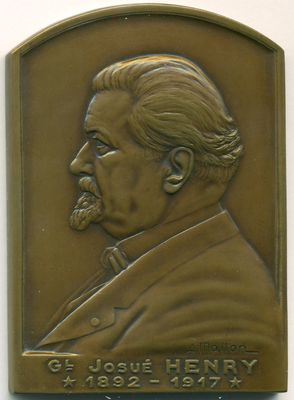
Buste de Jean-Baptiste Josué Henry de la Lindi

Arsène Matton (Harelbeke, 15 december 1873 – Brussel, 22 september 1953) was een Belgisch beeldhouwer.

## Leven
Arsène Matton werd in 1873 geboren in Harelbeke als vijfde kind in het gezin van Isidore Matton en Céline Lamiroy. Reeds vroeg bleek hij aanleg te hebben voor tekenen, schilderen en beeldhouwen. Hij studeerde aan de academies van Kortrijk, Gent, Mechelen (1890-1893) en Brussel (1893-1898). In Brussel volgde hij les bij Charles Van der Stappen.
In 1901 trad hij in het huwelijk met Jeanne Frezin. Hij ging wonen in de buurt van het Jubelpark in Brussel, eerst in de Albert-Elisabethlaan 55, later in de Gérardstraat 188. Vanaf 1911 werd hij leraar aan de Koninklijke Academie voor Schone Kunsten in Brussel, tot 1936.
In opdracht van het Ministerie van Koloniën trok hij vanaf 1911 meermaals naar Belgisch Kongo, met als doel er de etnische kenmerken en de traditionele gedragingen van de autochtone bevolking te bestuderen. Hij maakte er gipsen afgietsels naar levend model, in een maakproces onder dwang. Hij verwierf aldus faam als koloniale beeldhouwer.
Na de Eerste Wereldoorlog kreeg hij van de stad Harelbeke de opdracht voor een oorlogsmonument, dat in 1921 werd onthuld.
Na het overlijden van zijn dochter in 1923 produceerde hij nog weinig.
In 1939 verhuisde hij naar Dion-le-Mont, in de straat die thans naar hem is genoemd, waar hij zich vooral bezighield met tuinieren. Hij overleed op 22 september 1953 in het Brugmannziekenhuis in Brussel. In zijn testament liet hij 100.000 frank na aan de gemeente Dion-le-Mont met de wens om zijn woning in te richten als museum, maar dit is niet gerealiseerd.

## Werken (selectie)
- David, brons, Broelmuseum, Kortrijk
- De kolonisatie van Kongo door België, 4 beelden, verguld brons, Koninklijk Museum voor Midden-Afrika, Tervuren
- De ivoordrager, de pagaaier, de hoornblazer, de terugkeer van de jacht, brons, Koninklijk Museum voor Midden-Afrika, Tervuren
- Monument voor verongelukte piloten, Kinshasa, Congo
- Stanleymonument, Matadi, Congo
- Grafmonument voor baron Francis Dhanis, Sint-Joost-Ten-Node
- Grafmonument voor Suzanne Godenne, Evere
- Grafmonument voor Charles Coomans, Elsene
- Grafmonument voor Gabrielle Richet, Lessen
- Borstbeeld van Gerard Cooreman, Kamer van volksvertegenwoordigers
- Borstbeeld van Jules Renkin, Kamer van volksvertegenwoordigers
- Borstbeeld van Edgar Tinel, Musée de Louvain-la-Neuve
- Apostel Petrus, witsteen, Sint-Bonifatiuskerk, Elsene
- De Handel, witsteen, Gemeentehuis van Sint-Gillis
- Fluwelen Bruegel, witsteen, Stadhuis van Brussel
- De holbewoners, bas-reliëf, brons, Museum voor Schone Kunsten, Doornik
- Dans in de maneschijn, brons, KMSKB, Brussel
- De vertroosting, brons, KMSKB, Brussel
- Het meertouw, brons, KMSKB, Brussel
- Terugkeer van de markt, brons, KMSKB, Brussel
- De peddelaar, brons, Jubelparkmuseum, Brussel
- Kinderspelen, marmer, ivoor, zilver, Jubelparkmuseum, Brussel

- Buste van Jean-Baptiste Josué Henry de la Lindi, bronzen medaille, Koninklijke Bibliotheek van België, Brussel
- Bij de samenvloeiing van twee rivieren, bronzen medaille, Koninklijke Bibliotheek van België, Brussel
- Een Congolees blaast een trompet, plaquette, Koninklijke Bibliotheek van België, Brussel

## Links
- Beelden in het KMSK Brussel
- Koninklijk Instituut voor het Kunstpatrimonium

## Voetnoten
1. ↑  Komt dat zien, komt dat zien!, De Standaard, 9 november 2021. Gearchiveerd op 9 november 2021.

- RKD-Nederlands Instituut voor Kunstgeschiedenis: 89090
- Union List of Artist Names: 500333977
- Virtual International Authority File: 309815120